# 卡琳·伯格曼
卡琳·伯格曼（Karin Bergman，婚前為卡琳·艾葛伯隆（Karin Åkerblom），1889年—1966年），瑞典演員，是著名瑞典導演英格瑪·伯格曼的母親。
卡琳·伯格曼於1889年出生於瑞典達拉納省黑德摩拉自治區（Hedemora kommun）的黑德摩拉市（Hedemora）。曾在斯德哥爾摩的Sophiahemmet醫院擔任護士。1913年與路德會牧師艾瑞克·伯格曼（Erik Bergman (Lutheran minister)）結婚。1918年生下英格瑪·伯格曼。1930年與Georg Rydeberg結婚（後又離婚）。1966年逝世，英格瑪·伯格曼為了紀念她而拍攝《卡琳的面孔》紀錄片。

## 電影作品
- 《65, 66 och jag》，由安德斯·亨里克森（Anders Henrikson (skådespelare)）導演，1936年
- 《Styrman Karlssons flammor》，由Gustaf Edgren導演，1938年
- 《卡琳的面孔》（Karins ansikte），由英格瑪·伯格曼導演，1984年

## 參照
- 英格瑪·伯格曼
- 卡琳的面孔

## 外部連結
- 卡琳·伯格曼在互联网电影资料库（IMDb）上的資料（英文）